# Stevan Mirković
Stevan Mirković (v srbské cyrilici Стеван Мирковић; 27. října 1927, Valjevo, Království Srbů, Chorvatů a Slovinců – 26. září 2015, Bělehrad) byl účastník jugoslávského partyzánského boje, voják Jugoslávské lidové armády.
V roce 1944 vstoupil do řad partyzánů a také do komunistické strany. Bojoval na Sremské frontě, kde byl raněn. V 80. letech zastával řadu vyšších postů v jugoslávské armádě V letech 1987–1989 zastával pozici náčelníka generálního štábu JNA. Na konci roku 1989 odešel do výslužby. Zůstal nicméně i nadále členem organizace jugoslávské lidové armády, existující při Svazu komunistů. S rostoucím vlivem Slobodana Miloševiće v průběhu roku 1989 a 1990 zostřoval postupně svoji kritiku vůči srbskému předákovi.